# جایزه بزرگ بریتانیا ۱۹۷۸
جایزه بزرگ بریتانیا ۱۹۷۸ (انگلیسی: ‎1978 British Grand Prix‎)، که به‌طور رسمی با نام سی و یکمین جایزه بزرگ بریتانیایی جان پلیر شناخته می‌شود، یک مسابقهٔ موتوری در رشتهٔ اتومبیل‌رانی فرمول یک بود که در تاریخ ۱۶ ژوئیهٔ ۱۹۷۸ در برندز هچ واقع در کنت، انگلستان برگزار شد. این گراند پری در میان ۱۶ گراند پری در فصل ۱۹۷۸، مسابقهٔ شمارهٔ ۱۰ بود.
در این مسابقه که در ۷۶ دور و به مسافت ۳۱۹٫۶۵۶ کیلومتر (۱۹۸٫۶۲۵ مایل) برگزار شد، پول پوزیشن توسط رونی پیترسن کسب شد و سریع‌ترین زمان برای طی یک دور پیست که برابر با ۱:۱۸٫۶۰ بود نیز توسط نیکی لائودا به ثبت رسید.
کارلوس روتمان از تیم فراری، نیکی لائودا از تیم برابام-آلفا رومئو و جان واتسون از تیم برابام-آلفا رومئو به‌ترتیب مقام‌های اول تا سوم مسابقه را کسب کردند.

## رده‌بندی قهرمانی پس از مسابقه
| جایگاه | راننده        | امتیاز |
| ------ | ------------- | ------ |
| ۱      | ماریو اندرتی  | ۴۵     |
| ۲      | رونی پیترسن   | ۳۶     |
| ۳      | کارلوس روتمان | ۳۱     |
| ۴      | نیکی لائودا   | ۳۱     |
| ۵      | پاتریک دیپلر  | ۲۶     |
| منبع:  |               |        |

| جایگاه | سازنده            | امتیاز |
| ------ | ----------------- | ------ |
| ۱      | لوتوس-فورد        | ۵۸     |
| ۲      | برابام-آلفا رومئو | ۴۰     |
| ۳      | فراری             | ۳۱     |
| ۴      | تایرل-فورد        | ۲۸     |
| ۵      | مک‌لارن-فورد       | ۱۲     |
| منبع:  |                   |        |

یادداشت
- تنها پنج جایگاه نخست از هر رده‌بندی نمایش داده شده است.